# Гней Дуілій Лонг
Гней Дуі́лій Лонг (лат. Gnaeus Duilius Longus; V—IV століття до н. е.) — політичний, державний та військовий діяч Римської республіки, військовий трибун з консульською владою 399 року до н. е.

## Біографія
Походив з плебейського роду Дуіліїв. Про батьків, дитячі роки відомостей не збереглося.
У 399 році до н. е. його було обрано військовим трибуном з консульською владою разом з Гнеєм Генуцієм Авгуріном, Марком Ветурієм Крассом Цікуріном, Луцієм Атілієм Пріском, Марком Помпонієм Руфом, Волероном Публілієм Філоном. На цій посаді разом із колегами боровся проти моровиці невідомої хвороби в Римі. Разом з тим тривала війна проти міста Вейї, римські війська розбили племена фалісків та капенців з району Капена, що прийшли на допомогу Вейї. Про безпосередні дії Гнея Дуілія під час цієї каденції джерела не наводять.
З того часу про подальшу долю Гнея Дуілія Лонга згадок немає. 